# La Fille du torrent

La Fille du torrent est un film franco-italien réalisé par Hans Herwig, sorti en France en 1962.

## Synopsis
Devenue veuve à vingt ans, Madame Boissière est une vraie mère poule qui couve à l'excès ses deux fils Robert et Claude. Elle a gâché le mariage de l'un et tient l'autre à l'écart de toute présence féminine. Ce dernier s'enfuit et épouse une fille de la montagne. À la mort de son frère, les époux consentent à revenir vivre avec Madame Boissière, qui tente de les séparer.

## Fiche technique
- Réalisation : Hans Herwig
- Assistant réalisateur : Serge Hanin
- Scénario : Hans Ronald
- Adaptation : Jean Lambertie et Jacques Lancien
- Dialogues : Jacques Vivienne
- Directeur de la photographie : Jacques Lang
- Musique : Jacques Lacombe
- Durée : 95 minutes
- Genre : Comédie dramatique
- Date de la sortie : 14 mars 1962

## Distribution
- Alida Valli : Livia Boissière
- Robert Etcheverry : Claude Boissière
- Jacques Fontan : Robert
- Erika Spaggiari : Irène
- Alain Quercy : Albert Boissière
- Jean Tissier : l'hôtelier
- Pauline Carton : la bonne
- Françoise Chênebenoit
- Jocelyne Darche
- Jean Degrave
- Paul Demange
- André Gabriello
- Anita Höfer : Anita
- Lisette Lebon
- Guy Mauplot
- Christian Melsen
- Jean-Pierre Posier
- Ginette Rolland